# 房新文
房新文（1972年2月—），男，中华人民共和国外交官，现任中华人民共和国驻墨尔本总领事。

## 生平
房新文曾任驻东帝汶大使馆参赞、驻文莱大使馆参赞、驻新加坡大使馆公使衔参赞。2018年，任外交部亚洲司公使衔参赞，后任中国宋庆龄基金会国际合作交流部副部长。2023年，回任外交部亚洲司公参。2024年2月，出任中华人民共和国驻墨尔本总领事。